# Edward Turner
Edward Turner, född 24 januari 1901, död 15 april 1973, var en legendarisk ingenjör inom brittisk motorcykelindustri.

## Uppfinningsrik Ingenjör
Som helt ung man utvecklade Edward Turner en ny typ av motor. Motorn fick få efterföljare men var under många år en produkt från sin ursprungliga tillverkare. Märket var Ariel. En mycket gammal motorcykeltillverkare i Birmingham. Motorn kallades "Square Four" av att den var byggd på fyra cylindrar som satt placerade två och två bredvid varandra. Cylindrarna bildade en kvadrat till skillnad från den vanliga uppläggningen där cylindrarna på en motor bildar en linje eller sitter i två linjer i ett V från vevaxeln, så kallad V motor.

## Verkställande direktör och chefsdesigner
1936 köpte Ariel motorcykeldelen av den då kombinerade motorcykel och biltillverkaren Triumph. Edward Turner blev installerad som det nya motorcykelföretagets verkställande direktör och chefsdesigner. Upp till sammangåendet hade Ariel en exklusiv prägel medan Triumphs motorcyklar var av brukskaraktär. Edward Turner skapade den brittiska motorcykelhistoriens mest framgångsrika modell genom att ta de exklusiva dragen hos Ariel och tillämpa dem på Triumphs bruksmaskiner. En ny serie modeller blev resultatet. Denna legendariska Tigerserien med sina karaktäristiska drag skulle sedan följa märket Triumph i fyrtio år.
Edward Turner utvecklade 1938 en motor vilken hade sin vevaxel upphängd i endast ytterändarna trots att motorn hade två cylindrar. Resultatet blev en kompakt smal och lätt motor som var enkel att reparera och att öka effektstyrkan i vid tävlingar. Motorn var en parallelltvin med bägge cylinderkolvar bredvid varandra till skillnad från den då mer vanliga typen där kolvarna passerade varandra under drivförloppet. Modellen skapade en jämnare drivning av motorcykeln då drivpulserna kom vid vart varv. 

## Helhetsmedveten konstruktör
År 1939 skapade Edward Turner till slut den motorcykelmodell som skulle komma att göra honom legendarisk bland motorcykeltillverkare. Tigermodellen hade kommit året innan på encylindriga motorcyklar. Dessa motorer var svaga. Tigermodellen stod dock redan 1938 för det typiska drag av exklusivitet som Ariel hade fört till den nya konstellationen inom Brittisk motorcykelindustri. 1939 blev dock sammanslagningen fullbordad. Då presenterades Triumphs lätta tvåcylindriga modeller med Ariels exklusiva drag. Den engelska motorcykel vi i dag tar för given som deras typiska produkt såg dagens ljus.
Edward Turner lanserade 1939 en modell på motorcykel som kom att heta Triumph Tiger 100. Det ryktas att "Ted", som han kallades, tog namnet Tiger från en flygarskvadron från USA vilken opererade på Kinas sida under det krig som där påbörjats av Japan dessa år. Siffran 100 står för den hastighet i miles per hour vilken motorcykeln utlovade köparen. "Ted" Turners nya modell tog omedelbart hela tävlingsvärlden med storm och uppträdde som vinnare, ibland i standardutförande, både i USA och England.